# 1. Infanterie-Division (Wehrmacht)
La 1. Infanterie-Division della Wehrmacht fu una divisione di fanteria tedesca attiva nella seconda guerra mondiale. Venne costituita a Königsberg il 1º ottobre 1934 sotto il nome originario di Artillerieführer I (che usò fino al 15 ottobre 1935) sulla base dei reggimenti della vecchia 1. Infanterie-Division della Reichswehr, l'esercito tedesco nato dalla disfatta nella prima guerra mondiale del Deutsches Heer.
Prese attivamente parte alla seconda guerra mondiale combattendo con valore soprattutto sul fronte orientale nel lungo e logorante assedio di Leningrado. Dopo aver partecipato alle aspre battaglie nei Paesi Baltici, combatté in difesa della Prussia orientale, da cui provenivano la maggior parte dei suoi soldati, fino al maggio 1945, quando i superstiti, dopo aver preso parte alla battaglia di Königsberg, in parte vennero catturati dai sovietici e in parte dai britannici nello Schleswig-Holstein, regione raggiunta da alcuni di loro via mare dalla penisola di Hel.
Due membri famosi di quest'unità furono il principe Guglielmo di Prussia, ucciso nel 1940 a Nivelles, e Theodor Tolsdorff, detentore della Croce di Cavaliere con Fronde di Quercia, Spade e Diamanti.

## Storia
| Luogo                            | Periodo             |
| Polonia                          | set 1939 - gen 1940 |
| Francia                          | gen 1940 - set 1940 |
| Fronte orientale, settore nord   | set 1940 - apr 1941 |
| Fronte orientale, settore sud    | apr 1941 - set 1941 |
| Fronte orientale, settore centro | set 1941 - feb 1944 |
| Prussia orientale                | feb 1944 - dic 1944 |

### Le origini e la campagna di Polonia

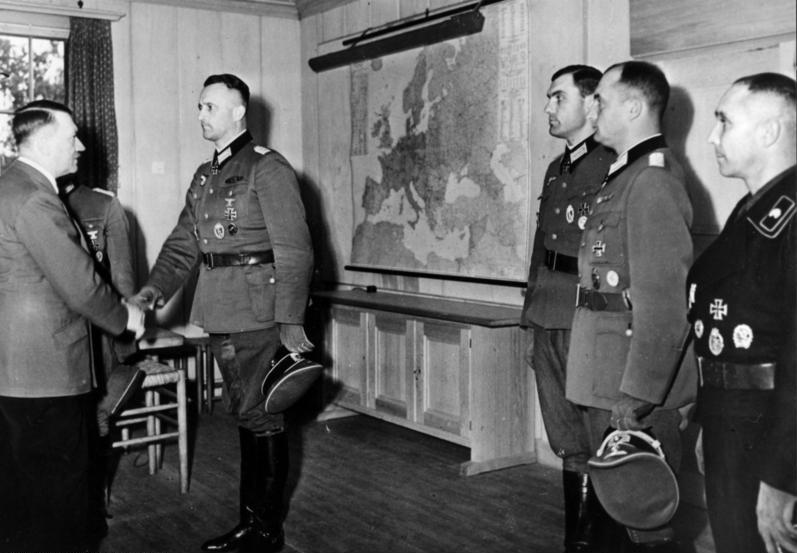
Walter Lange, comandante del 43º reggimento granatieri, in organico alla 1. Infanterie-Division, riceve la Croce di Cavaliere con Fronde di Quercia da Hitler il 15 settembre 1943 nella wolfsschanze

La 1. Infanterie-Division ebbe costituita nel Wehrkreis I ("Regione militare n. 1", con sede a Königsberg, l'attuale Kaliningrad) il 1º ottobre 1934. Composta prevalentemente da soldati reclutati in Prussia Orientale, allora il suo nome era Wehrgauleitung Köningsberg per mascherare il riarmo segreto della Germania voluto da Adolf Hitler, nome mutato poco dopo in Artillerieführer I. Il nome definitivo arrivò il 15 ottobre 1935, quando il dittatore tedesco annunciò la nascita della Wehrmacht. Il 3 febbraio 1936 avvenne il primo trasferimento a Insterburg (oggi Černjachovsk). La divisione venne organizzata soprattutto utilizzando i quadri e i soldati della vecchia 1. Infanterie-Division del Reichswehr e fu uno dei reparti della nuova Wehrmacht già attivi ancor prima dell'inizio della seconda guerra mondiale.
Quando la Germania entrò in guerra con la Polonia il 1º settembre 1939, la divisione venne attivata nella prima ondata (welle) di mobilitazione, e posta agli ordini del XXVI Corpo d'armata della 3ª Armata del generale Georg von Küchler, a sua volta parte del Gruppo d'armate Nord del generale Fedor von Bock. L'unità irruppe in territorio polacco dal confine con la Prussia Orientale puntando su Varsavia, avendo così il battesimo del fuoco attorno alla città di Mława difesa dalla 20ª divisione di fanteria polacca e dalla brigata di cavalleria "Mazowiecka". I fanti tedeschi attaccarono il fianco destro del nemico che però riuscì a tenere le posizioni, perlomeno fino a quando altre unità tedesche a est non minacciarono un accerchiamento costringendole così alla ritirata sulla Vistola.
Dopo questi duri combattimenti la 1. Infanterie-Division si spinse a sud e a est guadando i fiumi Narew e Buh Occidentale, ingaggiando scontri a Węgrów e Garwolin, terminando le operazioni a Siedlce, a est di Varsavia.

### La lotta con l'Armata Rossa
Rimasta in disparte durante la campagna di Francia del 1940, alla quale prese solo marginalmente parte, partecipò invece all'operazione Barbarossa per occupare l'Unione Sovietica (1941). L'avanzata del I Corpo d'Armata, di cui faceva parte, dopo l'occupazione di Lituania e Lettonia, segnò il passo davanti a Leningrado, che non cadde davanti alla blitzkrieg germanica costringendo la Wehrmacht ad un assedio di quasi 900 giorni, fino al 1944.
Nell'ottobre del 1943 nel frattempo il reparto fu sottoposto al XXXXVIII. Corpo d'armata corazzato del Gruppo d'armate Sud con il quale si batté per conquistare Kryvyj Rih. Trasferita nel marzo 1944 alla 1ª Armata corazzata, rimase con questa accerchiata tra il Buh Meridionale e il Nistro, soffrendo gravi perdite per riuscire a liberarsi.
Ritirata dalla prima linea e riorganizzata, passò poi al Gruppo d'armate Centro rimanendo relativamente intatta dopo l'operazione Bagration sovietica scatenata nell'estate del 1944. Si distinse nella battaglia per la difesa di Königsberg (durata tre mesi, dal gennaio all'aprile 1945), ma i suoi effettivi non poterono far molto per risollevare l'esercito tedesco dal crollo finale. Il 9 aprile 1945 Königsberg cadde, e la 1ª Divisione di fanteria si arrese all'Armata Rossa.

## Ordine di battaglia
1934
- Stab (Quartier generale)
- Infanterie-Regiment Königsburg (reggimento di fanteria "Königsburg")
- Infanterie-Regiment Gumbinnen (reggimento di fanteria "Gumbinnen")
- Artillerie-Regiment Königsburg (reggimento di artiglieria "Königsburg")
- Pionier-Bataillon Königsburg A (battaglione del genio militare "Königsburg A")
- Nachrichten-Abteilung Königsburg (battaglione comunicazioni "Königsburg")

1938
- Stab
- 1. Infanterie-Regiment
- 22. Infanterie-Regiment
- 43. Infanterie-Regiment
- 1. Artillerie-Regiment
- I./37. Artillerie-Regiment (1º battaglione del 37º reggimento di artiglieria)
- 1. Beobachtung-Abteilung 1[5]
- 1. Panzer-Abwehr-Abteilung (1º battaglione anticarro)
- 1. Pionier-Bataillon
- 1. Nachrichten-Abteilung
- 1. Sanitäts-Abteilung (unità sanitaria)

1939: campagna di Polonia
- Stab
- 1. Infanterie-Regiment
- 22. Infanterie-Regiment
- 43. Infanterie-Regiment
- 31. Maschinengewehr-Bataillon (31º battaglione mitragliatrici)
- 1. Artillerie-Regiment
  - Artillerie-Abteilung I
  - Artillerie-Abteilung II
  - Artillerie-Abteilung III
  - I./37. Artillerie-Regiment
- 1. Panzer-Abwehr-Abteilung
- 1. Aufklärungs-Abteilung (1º battaglione da ricognizione)
- 1. Pionier-Bataillon
- 1. Nachrichten-Abteilung
- 1. Sanitäts-Abteilung

1942: fronte orientale, settore nord
- Stab
- 1. Grenadier-Regiment (1º reggimento granatieri)
- 22. Füsilier-Regiment (22º reggimento fucilieri)
- 43. Grenadier-Regiment
- 1. Radfahr-Abteilung (1º battaglione ciclisti)
- 1. Artillerie-Regiment
  - Artillerie-Abteilung I
  - Artillerie-Abteilung II
  - Artillerie-Abteilung III
  - I./37. Artillerie-Regiment
- 1. Pionier-Bataillon
- 1. Panzerjäger-Abteilung (1º battaglione cacciacarri)
- 1. Nachrichten-Abteilung
- Unità di supporto

1943 - 1945
- Stab
- 1. Grenadier-Regiment
- 22. Füsilier-Regiment
- 43. Grenadier-Regiment
- 1. Füsilier-Bataillon
- 1. Artillerie-Regiment
  - Artillerie-Abteilung I
  - Artillerie-Abteilung II
  - Artillerie-Abteilung III
  - I./37. Artillerie-Regiment
- 1. Pionier-Bataillon
- 1. Panzerjäger-Abteilung
- 1. Nachrichten-Abteilung
- Unità di rimpiazzo e supporto

Dati presi da:.

## Decorazioni
La 1. Infanterie-Division nella sua vita contò un discreto numero di decorati: 9 infatti ricevettero la Spilla per il Combattimento corpo a corpo in Oro, 150 la Croce Tedesca in Oro e 1 quella in argento; 60 inoltre si videro appuntare nel petto la Spilla d'Onore dell'Esercito e 46 vennero premiati con la Croce di Cavaliere della Croce di Ferro, delle quali 5 con Fronde di Quercia.

## Comandanti
| Nome                     | Grado                  | Inizio           | Fine             |
| Georg von Küchler        | Generalmajor           | 1º ottobre 1934  | 1º aprile 1935   |
| Walther Schroth          | Generalleutnant        | 15 ottobre 1935  | 4 febbraio 1938  |
| Joachim von Kortzfleisch | Generalleutnant        | 4 febbraio 1938  | 14 aprile 1940   |
| Philipp Kleffel          | Generalleutnant        | 15 aprile 1940   | 12 luglio 1941   |
| Friedrich Altrichter     | Generalleutnant        | 12 luglio 1941   | 4 settembre 1941 |
| Philipp Kleffel          | General der Kavallerie | 4 settembre 1941 | 16 gennaio 1942  |
| Martin Grase             | General der Infanterie | 16 gennaio 1942  | 30 giugno 1943   |
| Ernst-Anton von Krosigk  | General der Infanterie | 1º luglio 1943   | 10 maggio 1944   |
| Hans-Joachim Baurmeister | Generalmajor           | 10 maggio 1944   | 8 giugno 1944    |
| Ernst-Anton von Krosigk  | General der Infanterie | 8 giugno 1944    | 1º ottobre 1944  |
| Hans Schittnig           | Generalleutnant        | 1º ottobre 1944  | 27 febbraio 1945 |
| Henning von Thadden      | Generalleutnant        | 27 febbraio 1945 | 8 maggio 1945    |

Dati presi da: